# Kazimierz Karkut
Kazimierz Karkut (ur. 23 czerwca 1939 w Kolbuszowej Dolnej) – polski działacz samorządowy i partyjny, zoolog, w latach 1976–1981 I sekretarz Komitetu Miejskiego PZPR w Tarnobrzegu, w latach 80. prezydent Tarnobrzega.

## Życiorys
Syn Józefa i Józefy. Ukończył studia wyższe, z wykształcenia zoolog. W 1960 wstąpił do Polskiej Zjednoczonej Partii Robotniczej. Od czerwca do grudnia 1975 biurem I sekretarza Komitetu Wojewódzkiego PZPR w Tarnobrzegu. Wchodził w skład plenum i egzekutywy KW PZPR. W latach 1976–1981 pozostawał I sekretarzem Komitetu Miejskiego PZPR w Tarnobrzegu. W 1985 objął stanowisko prezydenta tego miasta, zajmował je najpóźniej do 1990.
W 2012 odznaczony Medalem „Zasłużony Tarnobrzeżanin”.